# スカルリーパーA-ji
 スカルリーパーA-ji（スカルリーパー・エイジ、1968年11月13日 - ）は、日本の覆面レスラー、政治家、プロ雀士。立憲民主党所属の大分市議会議員。

## 経歴
東京都立豊島高等学校中退後、地元大分県で暴走族2代目総長となる。
暴走族2代目総長を引退後、飲食店店員などを経てアパレルメーカー社員として働いていたが退職して幼少からの憧れであったプロレスラーになることを志す。

### プロレスラー
2003年、大分AMWプロレスに入門。12月24日、大分AMW大分県立荷揚町体育館大会の対ケンドー釜山戦でデビュー。
2004年5月31日、xXXx、バトルシャーク、小松VINNIと共に大分AMWを退団。6月22日、xXXx、シャーク、小松と共にプロレスリングFTOを設立。11月23日、大分イベントホールでFTOの旗揚げ戦を開催。
2019年11月15日、メキシコでコミッショナーが主催しているプロテストに合格してメキシコ州ボクシング&ルチャリブレコミッショナー認定プロライセンスを取得。

### プロ雀士
2011年5月25日、日本プロ麻雀連盟のプロ免許を所得して世界初の覆面レスラープロ雀士（日本プロ麻雀連盟九州本部所属第27期生）となる。

### 政治家
2013年2月24日、大分市議会議員選挙（定数44）に立候補しての2,828票を得票し40位で初当選。覆面レスラーの地方議会議員としてはザ・グレート・サスケ（岩手県議会議員）、スペル・デルフィン（和泉市議会議員）に次いで3人目である。3月6日、大分市議会は本人が求めていた議場での覆面着用について協議して本会議や委員会での覆面着用を認めないことを決めた。病気などの理由を除き、帽子やコートの着用を禁じた市議会会議規則に抵触すると判断。通称名の使用については認められた。3月11日、市議会本会議と総務常任委員会に覆面を着用して出席しようとしたが入室を拒まれた。3月18日、市議会本会議で覆面による議場入場の可否が採決にかけられて多数決により否決された。3月19日、議場では覆面を外すこととして本会議から眼鏡をかけた素顔で出席。
2016年12月10日、自由党大分県連会長に就任。
2017年2月19日、任期満了による大分市議会議員選挙で定数44に対して44位で2期目の当選（次点で落選した候補との票差は僅か57票だった）。
2019年2月17日、以前から訴えてきたペットの殺処分を防ぐため、大分市議会に要望していた動物愛護施設の建設が実現して、おおいた動物愛護センターがオープン。4月26日、自由党が国民民主党に合流したことに伴い、自由党大分県連会長を退任して無所属として活動。
2020年、立憲民主党に参加。
2021年2月22日、大分市議会議員選挙で3選。4月23日、覆面姿での議会活動の制限、議会広報誌への掲載を許諾されないのは不当な差別であるとして大分市議会を提訴する方針を表明。6月30日、大分市議会ホームページや議会だよりで覆面姿の顔写真の掲載することと計500万円の損害賠償を求めて大分地方裁判所に提訴。

## 得意技
デスバレーボム
バックドロップ
ダブルアームスープレックス
ヘブンズドアー
バズソーキック
仰向けになった相手の上半身を起こして相手の左側頭部を振り抜いた右足の甲で蹴り飛ばす。
各種キック

## 入場曲
- 初代 : Navras
- 2代目 : Skull Reaper 13

## タイトル歴
- FTO認定ローカルインディー無差別級王座
- FTO認定ローカルインディータッグ王座
- 九州無差別級王座
- 九州タッグ王座
- D.o.A天空デスマッチ王座
- WOW世界ヘビー級王座
- FUCK!認定世界DQN級王座
- WSDヘビー級王座
- WSDタッグ王座

## エピソード
- 東日本大震災の被災地である宮城県南三陸町、2012年九州北部豪雨の被災地である大分県日田市、熊本・大分地震の被災地である大分県由布市で「復興絆プロレス」の開催 他[15]。
- 2017年九州北部豪雨の被災地である大分県日田市と大分県臼杵市の災害復興支援活動、車椅子寄贈、養護施設へのランドセル寄贈、施設訪問を行っていた。
- テキサス州オースティン名誉市民、全国災害ボランティア議員連盟本部理事（九州支部長）、士道館大分大会特別相談役、都町連合会参与、大分市立東稙田小学校PTA顧問、大分市立城南中学校同窓会副会長、動物愛護家（国際認定ペットセイバー）、モルックチーム大分副会長（日本モルック協会公認団体）、公式モルック指導員

## メディア出演

### 映画
- サブイボマスク（2016年6月11日） - 本人役

### 舞台
- ありがとうぁみ ダイノジ大地の怪談ライブ in 大分（2019年4月5日）
- ブロードウェイミュージカル「big the Musical」大分公演（2019年4月13日） - 本人役

### 書籍
- SNS暴力 なぜ人は匿名の刃をふるうのか（毎日新聞出版）（2020年9月19日） - インタビュー掲載